# Balneario de Las Caldas
El Balneario de Las Caldas está situado en la localidad de Las Caldas del municipio de Oviedo (Asturias) España.

## Aguas termales
El complejo diseñado por Ventura Rodríguez y construido por el arquitecto Manuel Reguera en 1776 estaba destinado a balneario aprovechando las aguas termales ricas en carbonatos y oligoelementos con una temperatura de 40 °C y un caudal de 140 litros por minuto.

## Historia
Tuvo su época dorada hasta principios del siglo XIX, convirtiéndose durante el siglo XVIII en un importante centro de curación, principalmente para el reuma. El balneario es escenario de la novela Los jinetes del alba, de Jesús Fernández Santos.

## Edificios
El conjunto de edificios que conforman el complejo está constituidos por la casa de baños, de tres pisos, el hotel de huéspedes, sala de baños e instalaciones médicas. De la casa de baños parten dos alas rectas que contienen las cocinas, comedores, salas y antesalas y la hospedería. Anexo al edificio se encuentra el Casino de 1896.